# Thieux (Seine-et-Marne)
Thieux település Franciaországban, Seine-et-Marne megyében. Lakosainak száma 905 fő (2022. január 1.). Thieux Compans, Dammartin-en-Goële, Juilly, Le Mesnil-Amelot, Nantouillet, Saint-Mard, Saint-Mesmes és Villeneuve-sous-Dammartin községekkel határos.

## Népesség
A település népessége az elmúlt években az alábbi módon változott:
| Lakosok száma | 811  | 828  | 848  | 913  | 892  | 872  | 893  | 902  | 905  |
|               | 2013 | 2015 | 2016 | 2017 | 2018 | 2019 | 2020 | 2021 | 2022 |